# Skagaströnd
Skagaströnd es un poblado y un municipio de Islandia. Se encuentra en la zona nororiental de la región de Norðurland Vestra y en el condado de Austur-Húnavatnssýsla. 

## Población y territorio
Tiene un área de 1.163 kilómetros cuadrados al este de la bahía de Húnaflói. Su población es de 530 habitantes, según el censo de 2011, para una densidad de 0,45 habitantes por kilómetro cuadrado. 
Divide en dos al municipio de Skagabyggð. Se encuentra en la zona oriental de la bahía de Húnaflói, al noroeste de Islandia. La distancia a Reikjavik se eleva a 266 quilómetros.

## Historia
El poblado ha sido un centro de comercio desde el siglo XV, aunque en las sagas se tienen noticias de la región desde mucho antes.

## Cultura
Árnes, una casa de madera construida en 1899 que abriga un museo, es el edificio más antiguo del poblado. Hólaneskirkja es una moderna iglesia protestante con 200 asientos que fue inaugurada el 20 de octubre de 1991. El campanario mide 16,75 metros de altura, y el órgano de la iglesia fue construido en 2018.
La aldea Hof que se ubica aproximadamente a diez quilómetros en el norte de Skagaströnd cuenta con una pequeña iglesia (Hofskirkja á Skagaströnd) de madera construida en 1876 sin campanario cuya nave mide solamente 10,06 metros de largura y 6,41 metros de anchura.

## Infraestructura
Skagaströnd cuenta con una alcaldía, una escuela general básica, una biblioteca, una tienda, un centro de salud, una farmacia, un centro de deportes, una piscina pública, una gasolinera, un campo de golf, un terreno de camping, un café, un hotel y un restaurante.